# Otto Triffterer
Otto Triffterer (* 11. Februar 1931 in Osterfeld (Oberhausen); † 1. Juni 2015 in Salzburg) war ein Rechtswissenschaftler.

## Leben
Von 1951 bis 1953 und 1955 bis 1956 verfolgte Triffterer das Studium der Rechtswissenschaft an der Albert-Ludwigs-Universität Freiburg. 1953/1954 war er Student of Law, Sociology and Political Science an der Harvard University (first Scholarship for German Students). 1957 machte er das 1. Staatsexamen und war im Justizministerium Baden-Württemberg beschäftigt.
1957 bis 1961 wirkte er als Forschungsassistent und später als wissenschaftlicher Mitarbeiter für Amerikanisches Strafrecht, Internationales Strafrecht und Menschenrechte am Max-Planck-Institut für ausländisches und internationales Strafrecht.
1961 folgte das 2. Staatsexamen, 1962 seine Zulassung zum Rechtsanwalt.
Triffterer wurde 1962 in Freiburg im Breisgau zum Doktor beider Rechte mit der Dissertation Dogmatische Untersuchungen zur Entwicklung des materiellen Völkerstrafrechts seit Nürnberg promoviert.
Ab 1970 wirkte Triffterer als außerordentlicher Professor an der Universität Bielefeld, bevor er 1973 an die Universität Gießen wechselte. 1979 folgte er einem Ruf an die Universität Salzburg, wo er bis zu seiner Emeritierung 1999 wirkte. Von 1993 bis zu seiner Pensionierung war er der Dekan der juristischen Fakultät.